# Francis Forton
Francis Forton (* 20. März 1962 in Belgien) ist ein belgischer Karambolagespieler in der Disiplin Dreiband.

## Karriere
Sein Vater war 1976 Präsident des Billardclubs „Union Royal Saint-Michel“. In seiner Jugend spielte Forton bei „Standard Anderlecht“ Fußball, begann dann 1980 nach Beendigung seines Militärdienstes mit dem Billardspiel. Seit 1979 arbeitete Forton hauptberuflich als Versicherungsangestellter, bis er sich 1986 entschied sich ganz dem Karambolagesport zu widmen. 1981 war er Schüler des belgischen Nationaltrainers Emile Wafflard, mehrfacher Welt- und Europameister, vor allem in den klassischen Disziplinen Freien Partie, Cadre und Einband. So kam es, dass Fortons Karriere ebenfalls in diesen Spielarten begann, erst später stieg er dann auf Dreiband um. In Athen gewann er dann 1996 den vierten Weltcup  im Finale schlug er Christian Rudolph in 3:2 Sätzen. Auf Korfu konnte er beim Dreiband-Weltcup 1998/5 bis ins Viertelfinale vordringen, unterlag dort dann 0:3 gegen Ben Velthuis aus den Niederlanden.
Mit dem Club „B.C. Couronne“ wird er im Mannschaftswettbewerb Champion der 3. Division (Besetzung:Detrenoye,M. Winckelmans, L. Winckelmans, Bernical), 2. Division (Besetzung: M. Winckelmans, Stitchinsky, De Wambersie) und 1. Division (Besetzung: Frederic Mottet, Ramaeckers, Van De Gught). Mit Uytdewilghen, Van Peer, De Zwart und Vandersteen (Courbevoie, Frankreich) und Leppens, Boudin, Barbeillon nimmt er 2008 an den Niederländischen Meisterschaften teil.

## Erfolge
- Dreiband-Weltcup:  1996/4   1998/5
- Belgische Dreiband-Meisterschaft:  1997, 1998, 2005  1999, 2007
- Belgische Einband-Meisterschaft:  2008
- 2. Liga (Mannschaft, Frankreich):  2014, 2019  2012
- 1. Liga (Mannschaft, Niederlande):  2019
- 2. Liga (Mannschaft, Niederlande):  2017

Quellen: 